# Andreas Graf
Pour les articles homonymes, voir Graf.
Andreas Graf (né le 7 août 1985 à Ebreichsdorf) est un coureur cycliste autrichien. Durant sa carrière, il participe à des compétitions sur route et sur piste.

## Biographie

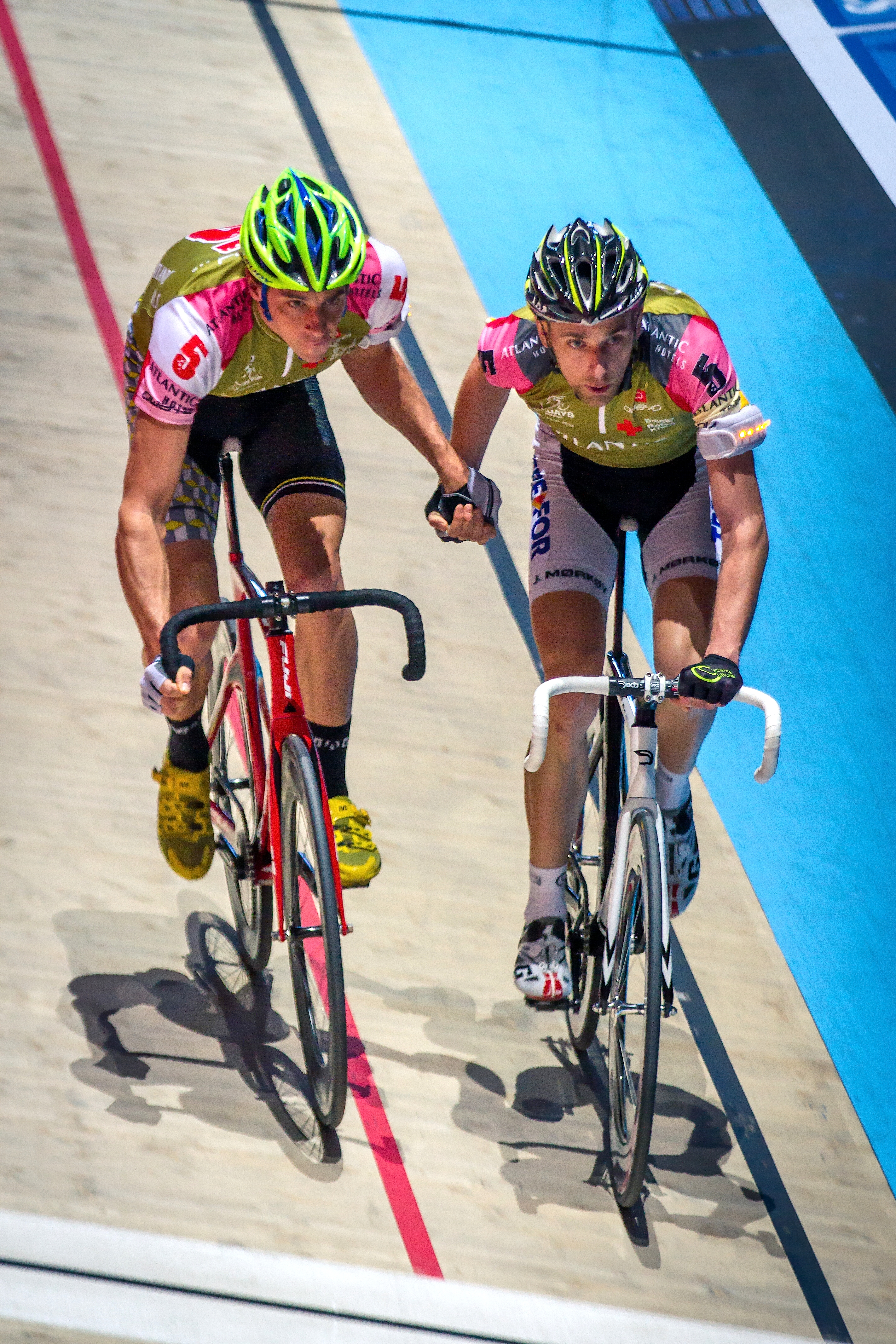
Jesper Mørkøv et Andreas Graf lors des Six Jours de Brême 2014.

## Palmarès sur route

### Par année
- 2004
  - 2e du championnat d'Autriche du contre-la-montre espoirs
- 2005
  - 2e du championnat d'Autriche du contre-la-montre espoirs
- 2008
  - 2e du championnat d'Autriche du contre-la-montre
- 2009
  - 2e du championnat d'Autriche du contre-la-montre
- 2011
  -  Champion d'Autriche du critérium
  - 1re étape du Sibiu Cycling Tour (contre-la-montre par équipes)
  - 2e du championnat d'Autriche du contre-la-montre
- 2012
  - 2e du championnat d'Autriche du contre-la-montre
- 2013
  - 2e du championnat d'Autriche du contre-la-montre
- 2014
  - Harlem Skyscraper Classic
- 2015
  -  Champion d'Autriche du critérium
  - 3e du championnat d'Autriche du contre-la-montre

### Classements mondiaux
| Année           | 2011 | 2012 | 2013 | 2014 | 2015   | 2016   | 2017 |
| --------------- | ---- | ---- | ---- | ---- | ------ | ------ | ---- |
| UCI Europe Tour | 984e |      |      |      | 1 143e | 1 303e |      |
| UCI Asia Tour   |      |      |      |      |        |        | 526e |
| UCI Africa Tour |      |      |      |      |        | 227e   |      |

## Palmarès sur piste

### Jeux olympiques
- Tokyo 2020
  - 12e de la course à l'américaine

### Championnats du monde
- Palma de Majorque 2007
  - 15e de la course aux points
- Manchester 2008
  - 18e de la course aux points
- Pruszków 2009
  - 22e de la course aux points
- Ballerup 2010
  - 10e de l'américaine
  - 17e de la poursuite par équipes
- Apeldoorn 2011
  - 8e de l'américaine
- Melbourne 2012
  - 4e de l'américaine
  - 12e de la course aux points
- Minsk 2013
  - 6e de la course aux points
  - 9e de l'américaine
- Cali 2014
  - 4e de l'américaine
  - 4e de la course aux points
- Saint-Quentin-en-Yvelines 2015
  - 9e de l'américaine
  - 18e de la course aux points
- Londres 2016
  -  Médaillé d'argent de la course aux points
  - 10e de l'américaine
- Hong Kong 2017
  - 12e de la course aux points[6]
- Apeldoorn 2018
  - 5e de l'américaine[7]
  - 6e de la course aux points[8]
- Pruszków 2019
  - 12e de l'américaine

### Coupe du monde
- 2012-2013
  - Classement général de la course aux points
  - 1er de la course aux points à Cali
- 2017-2018
  - 3e de l'américaine à Santiago
- 2019-2020
  - 3e de la course aux points à Minsk

### Coupe des nations
- 2021
  - 2e de l'américaine à Hong Kong

### Jeux européens
| Édition / Épreuve | Américaine |
| Minsk 2019        | Bronze     |

### Championnats d'Europe
- Baie-Mahault 2014
  -  Champion d'Europe de l'américaine (avec Andreas Müller)
  -  Médaillé de bronze de la course derrière derny
- Ballerup 2016
  -  Médaillé de bronze de la course derrière derny

### Championnats nationaux
| - 2002 - 3e du championnat d'Autriche de l'américaine - 2003 - 2e du championnat d'Autriche de course aux points juniors - 2e du championnat d'Autriche de scratch juniors - 3e du championnat d'Autriche de poursuite juniors - 2005 - 3e du championnat d'Autriche de l'américaine - 3e du championnat d'Autriche de scratch - 2006 - 2e du championnat d'Autriche de poursuite - 2e du championnat d'Autriche de l'omnium - 2007 - 2e du championnat d'Autriche de poursuite - 2008 - Champion d'Autriche de l'américaine (avec Andreas Müller) - 2e du championnat d'Autriche de course aux points - 2e du championnat d'Autriche de poursuite - 2009 - Champion d'Autriche de poursuite - Champion d'Autriche de l'américaine (avec Andreas Müller) - 3e du championnat d'Autriche de course aux points - 2010 - Champion d'Autriche de poursuite - Champion d'Autriche de l'américaine (avec Andreas Müller) - 2e du championnat d'Autriche de course aux points | - 2012 - 3e du championnat d'Autriche de poursuite - 2013 - Champion d'Autriche de poursuite - 2e du championnat d'Autriche de l'américaine - 2e du championnat d'Autriche de scratch - 3e du championnat d'Autriche de course aux points - 2015 - Champion d'Autriche de course aux points - Champion d'Autriche de l'américaine (avec Andreas Müller) - 2016 - Champion d'Autriche de l'américaine (avec Andreas Müller) - 2017 - Champion d'Autriche de l'omnium - Champion d'Autriche de l'américaine (avec Andreas Müller) - 2e du championnat d'Autriche de scratch - 3e du championnat d'Autriche de course aux points - 2018 - Champion d'Autriche de l'américaine (avec Andreas Müller) - 2019 - 2e du championnat d'Autriche de l'américaine - 2020 - Champion d'Autriche de course aux points - 2e du championnat d'Autriche de l'américaine |

### Autres courses
- Trois Jours d'Aigle : 2010 (avec Andreas Müller)